# James Hansen

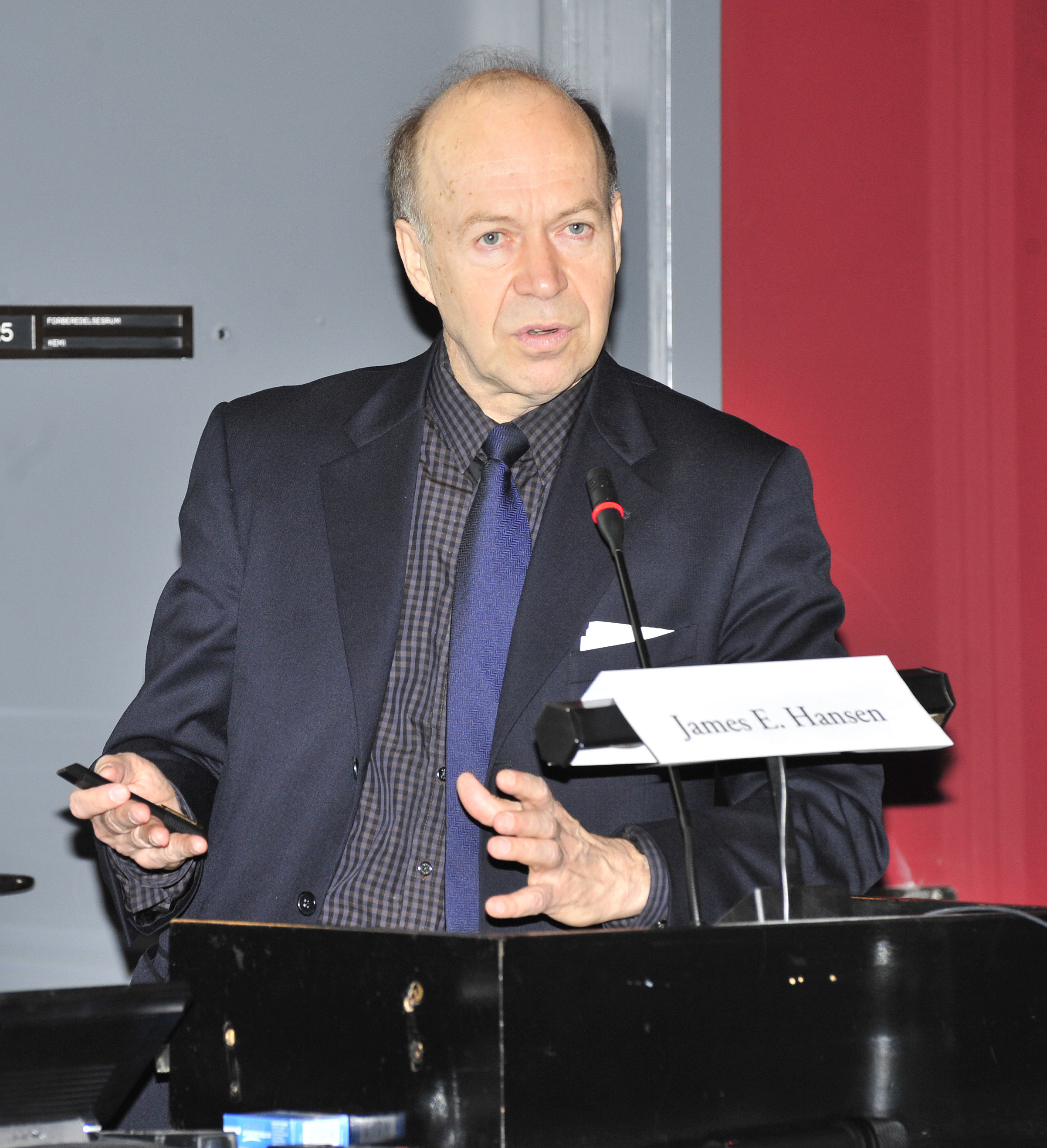
James E. Hansen (2009)

James E. Hansen (James Edward "Jim" Hansen; * 29. března 1941 v Denison, Iowa) je americký badatel v oboru věd o klimatu. Od roku 1981 do roku 2013 byl ředitelem Goddardova institutu pro kosmický výzkum (GISS) NASA. Je mimořádným profesorem na Earth Institute Kolumbijské university, kde vede program Climate Science, Awareness and Solutions (Klimatická věda, povědomí a řešení). Známým se Hansen stal zejména v 80. letech jako jeden z prvních vědců, který vytrvale varoval před nebezpečím globálního oteplování. Své působení v NASA skončil v dubnu 2013, aby se nadále zasazoval především na politické a právní úrovni za snížení emisí skleníkových plynů.

## Vzdělání
V roce 1963 byl Hansenovi udělen titul bakalář s vyznamenáním z fyziky a matematiky na University of Iowa, jeho učitelem byl James Van Allen. V roce 1965 absolvoval magisterským titulem z astronomie a v roce 1967 získal na téže univerzitě doktorát. V letech 1965 a 1966 byl hostujícím studentem na astrofyzikálním ústavu na Univerzitě v Kjótu.  

## Výzkum
Jako vysokoškolského studenta v Iowě Hansena velmi inspiroval výzkum vesmíru, který vedl Van Allen. O deset let později se zaměřil na planetární výzkum, což zahrnovalo porozumění možné změně klimatu v důsledku lidského vlivu na složení zemské atmosféry.
Jedno z těžišť Hansenovy práce byl zářivý transport[ujasnit] v planetárních atmosférách, a to zejména interpretace družicových dat týkajících se zemské atmosféry a povrchu. Tyto údaje, jsou-li správně analyzovány, jsou účinným způsobem sledování globální změny životního prostředí na Zemi.
Dále se zabýval vývojem a aplikací numerických klimatických modelů pro lepší pochopení současného klimatu a možných dopadů globálního oteplování.
V roce 1981 James Hansen zveřejnil vlivnou studii, ve které se zaměřil na dopady zvýšení atmosférické koncentrace oxidu uhličitého, způsobeného lidstvem, které lze očekávat v následujících desetiletích. Z porovnání jeho tehdejších popisů s dnešními pozorováními vyplývá:
- Hansen očekával, že se globální teplotní odchylka v 90. letech zvýší natolik, že se jasně odliší od přírodního šumu naměřených dat. Již ve druhé hodnotící zprávě IPCC z roku 1995 lze poprvé číst, že existují zřejmé doklady, že člověk ovlivňuje klima.
- Očekával za období 1980 až 2010 oteplení o 0,28 K až 0,45 K, což je mírně pod pozorovaným oteplením o 0,48 K.
- Očekával, že se v oblastech severní Ameriky a Asie objeví výrazná sucha. V porovnání s předchozími suchými obdobími se v Kalifornii již několik let vyskytují naprosto extrémní sucha.
- Kromě toho očekával postupný rozpad ledového příkrovu v Západní Antarktidě. Již od začátku 21. století se rozpadají ledové šelfy a zrychluje tok ledu ledovci a ledovými proudy do oceánu (první pozorování se týkalo ledového šelfu Larsen).[7]
- Jeho očekávání otevření Severozápadního průjezdu se také naplnilo, poprvé v roce 2007.

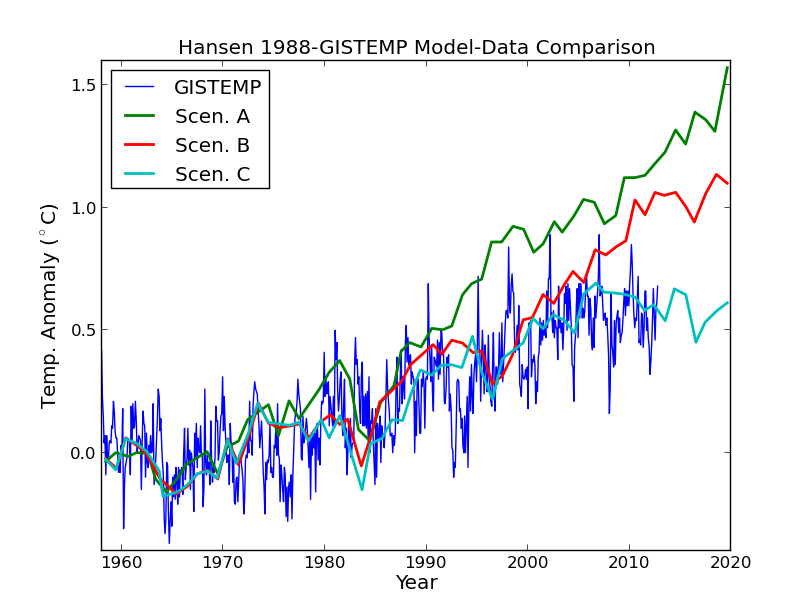
Modely Hansena et al. z roku 1988.

V roce 1988 Hansen publikoval model, který měl 3 scénáře. Avšak nejoptimističtější scénář C nejvíce odpovídá později naměřeným datům. Tento scénář však počítal s tím, že od roku 2000 neporoste koncentrace oxidu uhličitého. To ukazuje na nadhodnocování oteplování i v tomto jeho modelu, protože koncentrace oxidu uhličitého rostla.
Ve studii z roku 2008 Hansen prohlásil, že má-li být zabráněno oteplení přes 2 K a zvratům globálního klimatického systému s nevratnými důsledky, obsah oxidu uhličitého v zemské atmosféře nesmí přesahovat hodnotu 350 částic na milion (ppm).. Již od začátku roku 2016 je globální koncentrace vyšší než 400 ppm a dále stoupá  , velmi přesáhla Hansenem uváděnou hranici.
V roce 2016 vyšla práce týmu 19 vědců, který vedl, rozebírající důsledky tvorby vrstvy chladné sladké vody na povrchu oceánů, která se vytváří v důsledku tání ledových příkrovů. Mezi tyto důsledky patří zrychlené tání ledu odspodu vlivem zvýšené teploty vody ve stometrových hloubkách, následný rychlejší postup ledu z pevniny do moře a tedy zvyšování mořské hladiny; vlivem vyššího rozdílu tepot mezi tropickými a mírnými šířkami vznikají také nebývale silné bouře . Hansen shrnuje poučení z tého práce v krátkém videu.

## Politické aktivity

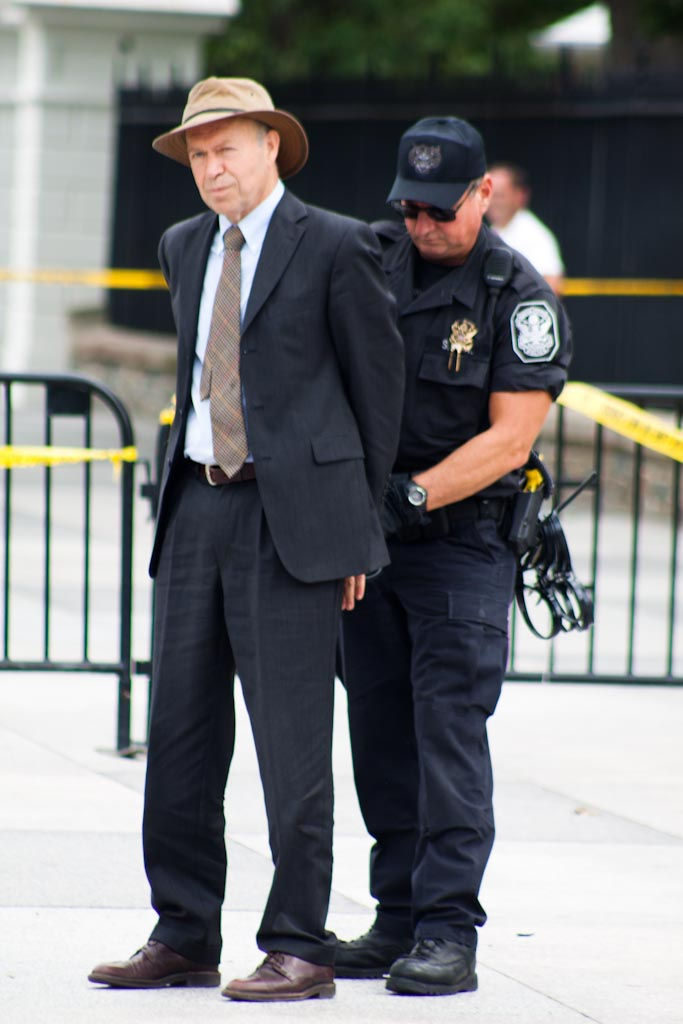
Zatčení Hansena při demonstraci u Bílého domu v roce 2011

Roku 1988 zasáhlo USA největší sucho od Dust Bowl, což bylo počátkem aktivit, když rok 1988 byl tehdy nejteplejší v historii. Pozdější měření ale prokázala, že se vlhkost půdy v USA s oteplováním nesnižuje.
23. června 1988 vystoupil před Výborem pro energii a přírodní zdroje amerického Senátu a prohlásil, že globální oteplování je „na 99 procent“ způsobeno nikoliv přirozenými výkyvy, ale člověkem uvolněnými skleníkovými plyny.
Hansen nařkl vládu prezidenta George W. Bushe a jím instalované hlavy NASA Seana O'Keefa z opakovaných pokusů ovlivnit jeho veřejné názory na příčiny vzniku globálního oteplování. Podle Hansena byli zaměstnanci NASA v oblasti public relations instruováni, aby jeho komentáře a rozhovory přezkoumávali, a Bushova administrativa tiskové zprávy související s klimatem dodatečně upravovala, aby se globální oteplování jevilo méně hrozivé. Jeho situace mu nedovolovala svobodně promluvit, aniž by potom nenásledovala protiakce jiných státních zaměstnanců. V jednom z jeho veřejných vystoupení, vysílaném televizní stanicí CBS, řekl: „Za své více než tři desítky let ve státní službě jsem nikdy nezažil takové restrikce při komunikaci vědců s veřejností.“
Hansen se angažuje mimo jiné také v aktivitách proti těžbě uhlí metodou odstraňování vrcholků hor v Raleigh County v Západní Virginii a byl přitom i několikrát zatčen.
V roce 2008 požadoval obžalování manažerů ropných a těžebních společností, včetně ředitelů ExxonMobil a Peabody Energy, pro „velezradu proti člověku a přírodě“. Bojovali proti učení o globálním oteplování podobně, jako se tabákový průmysl snažil utajit a popírat vztah kouření a rakoviny.
V únoru 2012 přednesl projev na TEDkonferenci.
Hansen je velvyslancem organizace pro ochranu klimatu 350.org, , jejíž jméno se odvozuje od jeho studie ohledně „bezpečného limitu“ obsahu CO2 v atmosféře. K dosažení tohoto cíle podporuje zavedení systému Poplatků a dividend pro snížení emisí CO2.
V roce 2013 Hansen v otevřeném dopise, spolu s kolegy (Ken Caldeira, Kerry Emanuel a Tom Wigley), vyzval "k renesanci jaderné energie", jelikož odpor vůči jaderným elektrárnám ohrožuje boj proti změně klimatu. Vědci apelovali na politiky a organizace ochránců životního prostředí po celém světě, aby se zasazovali o rozvoj bezpečné jaderné energetiky. "Není realistický způsob, jak stabilizovat klima bez významného podílu jaderné energie." píší vědci v dopise. Rizika jaderné energie jsou totiž "řádově nižší" než nebezpečí vyplývající z použití fosilních paliv. V diskusi o budoucnosti energetické politiky by měly rozhodovat fakta, ne emoce, apelují Hansen a jeho kolegové. Ve studii z roku 2013 srovnávají rizika jaderných a fosilních paliv a vyslovují se pro jadernou energii oproti  fosilní, jelikož jde o technologie s výrazně nižším rizikem a emisemi.
James Hansen se připojil jako spolužalobce v procesu proti Spojeným státům americkým, zastoupených jejich prezidentem, který započala skupina 21 dětí a mladých lidí v roce 2015 (hovorově Climate Kids ("Děti klimatu")). Skupinu zastupuje spoluzakladatelka nevládní organizace Our Children's Trust Julia Olson. V listopadu 2016 potvrdil okresní soud v Eugene (Oregon), že mladí lidé mají Ústavou garantované právo na stabilní klimatický systém se zdravým, svobodným a prosperujícím životem pro sebe a své potomky a připustil tak stížnost formálně. Hlavní líčení má začít v únoru 2018.
Na konci roku 2017 vystoupil na klimatické konferenci COP23 v Bonnu s přednáškou pod názvem "Vědecká zdrženlivost, hrozba pro lidstvo a přírodu". V rámci té varoval o nutné potřebě udržet globální oteplování pod 1,5 °C. Dle jeho slov nemáme desítky let na nalezení správné odpovědi, vědci by měli opustit svou čistě informační roli a začít na problém nahlížet komplexně. Jelikož teplota země od roku 1970 stoupá lineárně, je potřeba rapidně snížit emise. Začátkem řešení je podle Hansena navýšení ceny fosilních paliv o to, co stojí naší společnost (znečištění ovzduší, znečištění vody, klimatická změna, ...). Teprve pak můžeme začít s alternativy obnovitelné energie. Přiznává, že lidstvo je závislé na energiích, kritizuje však, že jsou upřednostňovány ekonomické zájmy před dlouhodobými aspekty - klimatickou újmu neplatí firmy s fosilními palivy.

## Vyznamenání a ocenění
Hansen byl v roce 1995 zvolen do Národní Akademie Věd. V roce 2001 získal prestižní Heinzovu environmentální cenu za svůj výzkum změny klimatu a v témže roce byl poctěn Americkou Geofyzikální Unií vyznamenáním Roger Revell Medal. V roce 2007 mu byla udělena Dan David Prize dotovaná milionem dolarů a Szilardova cena Americké Fyzikální Společnosti (APS).
V roce 2013 byla Hansenovi propůjčena Ridenhouerova cena za odvahu  jako uznání za to, že "odvážně a asertivně vyjadřuje pravdu o klimatické změně, a to i v době, když se ho Bushova administrativa snažila jako ředitele Goddardova institutu pro studium vesmíru umlčet a potrestat."

## Kritika
V době, kdy Hansen vedl GISS, upravoval údajně tento institut nejvíce data teplot, což bylo později mnohokrát vyvráceno. Za jeho aktivismus a nadhodnocování růstu teplot ho kritizoval fyzik Freeman Dyson. Také připisoval vliv CFC na teplotu srovnatelný s oxidem uhličitým, což se nepotvrdilo.
Klimatologové Hansena kritizují za publikace bez peer review, extrémní tvrzení či terminologii. Hansen uváděl, že se skleníkový efekt může vymknout kontrole ("runaway"). I když původně IPCC tvrdil, že pravděpodobnost tohoto jevu je minimální: „a runaway greenhouse effect — analogous to that of Venus — appears to have virtually no chance of being induced by anthropogenic activities.“, novější výzkumy mu dávají stále více za pravdu, když se mluví o tzv. bodech zvratu.

### Článek z roku 2023
V listopadu 2023 publikoval Hansen vědecký článek, ve kterém tvrdí, že „klima je citlivější na změny způsobené člověkem, než si vědci doposud uvědomovali, což znamená, že se spustí 'nebezpečný' výbuch oteplování, který způsobí, že svět bude o 1,5 °C teplejší než v průměru v předindustriální době v desetiletí do roku 2030 a o 2 °C teplejší do roku 2050“. Bärbel Hönischová, paleoklimatoložka z Kolumbijské univerzity, uvedla, že má „určité výhrady“ k jistotám vyjádřeným v Hansenově výzkumu. „Byla bych trochu zdrženlivější, ale dost možná mají pravdu – je to pěkně napsaný článek,“ řekla. „Vyvolává spoustu otázek, které podnítí mnoho výzkumů, jež posunou naše poznání kupředu.“ Michael Mann, uvedl, že Hansen a jeho spoluautoři se „značně vymykají hlavnímu proudu“, když konstatují zrychlující se zahřívání zemského povrchu, které „v posledních několika desetiletích pokračuje pozoruhodně konstantním tempem“. Mann uvedl, že snížení emisí z lodní dopravy má na klimatický systém jen nepatrný vliv a že volání po solárním geoinženýrství je zavádějící a „velmi kluzká plocha“. Někteří další vědci jsou méně skeptičtí k Hansenovu hrozivému varování před prudkým globálním oteplováním a zdůrazňují jeho předchozí prozíravá varování před klimatickou krizí, která se z velké části naplnila v důsledku desetiletí nečinnosti při omezování využívání fosilních paliv. „Myslím, že [Hansenovo] tvrzení, že IPCC poněkud podcenil citlivost klimatu, se ukáže jako správné,“ řekl Rob Jackson, vědec ze Stanfordovy univerzity a předseda Global Carbon Project. „Těžko říct, co je z hlediska oteplování ještě nepravděpodobné. V celosvětovém měřítku zatím nekleslo využití žádného fosilního paliva, dokonce ani uhlí.“

## Vybrané publikace
- s Taro Takahashim Archivováno 14. 1. 2018 na Wayback Machine. (editoři): Climate Processes and Climate Sensitivity. American Geophysical Union, 1984, ISBN 0875904041
- s Mannavou V. K. Sivakumarem (editoři): Climate prediction and agriculture: Advances and Challenges. Springer, 2007, ISBN 3540446508
- Target Atmospheric CO2: Where Should Humanity Aim? – Dr. James Hansen et al. Februar 2008 (PDF-Datei; 4,2 MB)
- Storms of My Grandchildren: The Truth about the Coming Climate Catastrophe and Our Last Chance to Save Humanity. Bloomsbury, 2009, ISBN 978-1608192007
  - Oficiální stránka ke knize Archivováno 13. 12. 2015 na Wayback Machine.